# Open Access Button

Logotipo de Botón de Acceso abierto

El Botón de Acceso Abierto es un navegador  bookmarklet cuál registra cuándo las personas pegadas un paywall a un artículo académico y no lo puede acceder. se mantiene con Medsin Reino Unido y el Correcto de Investigar Coalición.
Un prototipo estuvo construido en un BMJ Fin de semana de Tajo. Todo código es abiertamente disponible en línea en GitHub.
Una versión de beta del Botón de Acceso Abierto era oficialmente lanzado el 18 de noviembre de 2013 en la Berlina 11 Conferencia de Satélite para Estudiantes & Investigadores de Etapa Temprana. Graba casos de pegar un paywall, y también proporciona opciones para probar para localizar una versión de acceso abierta del artículo. En abril de 2014 un crowdfunding la campaña estuvo empezada para construir una segunda versión.
La segunda versión del botón estuvo lanzada el 21 de octubre de 2014 cuando parte de semana de acceso abierto.
En febrero de 2015 el Botón de Acceso Abierto y su co-fundadores, David Carroll y Joseph McArthur ("los chicos de botón"), estuvo otorgado un SPARC Innovator Premio por  los Recursos Editoriales y Académicos Eruditos Coalición (SPARC).